# میروسلاو زمان
میروسلاو زمان (چکی: Miroslav Zeman؛ زادهٔ ۱ ژانویهٔ ۱۹۴۶) کشتی‌گیر اهل چکسلواکی بود.